# Myrmecophagidae
Los mirmecofágidos (Myrmecophagidae, gr. "comedor de hormigas"), conocidos vulgarmente como osos hormigueros, son una familia de  mamíferos placentarios del  orden Pilosa. Incluye los géneros Myrmecophaga y Tamandua. No tienen dientes y utilizan su larga lengua para atrapar hormigas y termitas. Habitan desde el sur de México hasta en norte y noreste de Argentina.

## Características
Los hormigueros tienen un cuerpo robusto y alargado, más o menos comprimido por los lados y cubierto por un denso pelaje. Su longitud, sin cola, oscila entre los 60 cm de Tamandua hasta los 120 cm de Myrmecophaga. Tienen patas bien desarrolladas, pies plantígrado con robustas garras falciformes, y cola larga, prénsil en los tamanduas, de vida arborícola. El hocico es muy largo, tubular y recurvado hacia abajo, sobre todo en el hormiguero gigante (Myrmecophaga tridactyla), con una abertura bucal muy reducida y estrecha. Las orejas son pequeñas y redondeadas.
Carecen de dientes. La cavidad bucal está ocupada por una lengua vermiforme que puede alcanzar 1 m de longitud, con un diámetro de 10 o 15 mm. La lengua desempeña un papel esencial en la alimentación de los hormigueros; está dotada de una poderosa musculatura que se inserta en la apófisis xifoides del esternón, es evaginable, viscosa y está adaptada para capturar hormigas y termes, que es la base de su alimento. Las glándulas salivales están muy desarrolladas. Tienen un excelente olfato, pero los sentidos de la vista y el oído están poco desarrollados.

## Comportamiento
Viven principalmente en las selvas densas tropicales, pero a veces se les encuentra en las sabanas, en general por parejas o solitarios.
En sus desplazamientos se apoyan principalmente con el lado externo de las manos, provistas de grandes almohadillas, con las garras dirigidas hacia adentro. En actitud defensiva se ponen en posición semierecta con las patas anteriores levantadas dispuestas para golpear con sus garras, manteniéndose apoyados con las patas posteriores y la cola que, en las especies arborícolas, permanece aferrada a una rama. Incluso un jaguar evita luchar con un hormiguero gigante, que es un adversario temible.
Son mirmecófagos; la garras las usan para desenterrar las hormigas y romper los termiteros, tras lo cual captura una gran cantidad de presas con su larga lengua pegajosa.